# Lorde Tenente da Irlanda
O Lorde Tenente da Irlanda (em inglês:  Lord-Lieutenant of Ireland), também conhecidos como Justiciar no começo do período medieval e como o lord deputado na parte final do século XVII, era o cargo do oficial representante da Monarquia Britânica e o de facto chefe do executivo irlandês durante os períodos do Senhorio da Irlanda (1171–1541), do Reino Irlandês (1541–1800) e do Reino Unido da Grã-Bretanha e Irlanda (1801–1922), e nunca rendeu contas ante o parlamento irlandês ou ante o povo. O termo em inglês, Lord Lieutenant, também é as vezes referido como 'Lord Lef-tenant'.
O cargo as vezes era referido como vice-rei. Criado no século XII, ele perdurou até 1922 quando o país conquistou sua independência após uma guerra de quase três anos. No surgimento do novo Estado Livre Irlandês, o chefe de Governo da Irlanda passou a ser, no sul, o Presidente do Governo Provisório e depois o Governador-geral. No norte, um novo cargo também foi criado.